# أليكس كيلي
أليكس كيلي (بالإنجليزية: Alex Kelly)‏ هي مخرجة أسترالية، ولدت في 1979 في ألبوري في أستراليا.